# Casa de la Estanca
La casa de la Estanca en Borja (provincia de Zaragoza, España) es una construcción civil del siglo XVI que servía como vivienda del encargado del control de las aguas de la cercana Estanca. Fue construida según trazas de Antón de Veoxa en ladrillo combinado con piedra sillar en la base y presenta una interesante decoración mudéjar. 

## Situación
La casa de la Estanca está situada al Norte de Borja, a una distancia de 6,2 km, junto al camino de Buñuel, también llamado de Valdebajil. El conjunto formado por la Casa y la Estanca está al pie del monte de la Muela, un paisaje estepario de  margas y  arcillas. Por debajo de ella pasa un pequeño canal, que comunica las aguas de la Estanca con las de la acequia de Sorbán.

## Historia
En 1328 el rey Alfonso IV de Aragón concedió un privilegio a la Villa de Borja mediante el cual se le daba permiso para construir un estanque, en el que se recogiesen las aguas de la acequia del Sorbán. Dicha obra civil no se inicia hasta el año 1539.
Para controlar el nivel del agua, sus entradas y salidas, así como cuidar del pescado que en ella se criaba, era necesario una persona que hubiera de vivir allí. Por ello hubo de construirse una casa, ya que no existía otra vivienda cercana. Es Antón de Veoxa, quien ya se había encargado del diseño de la Estanca, a quién se encarga el diseño de la Casa de la Estanca, que quedaría finalizada en 1543
Fue reformada en 1771, rebajándose el tejado a cuatro aguas y construyéndose las caballerizas adosadas en la parte posterior. 

## Descripción

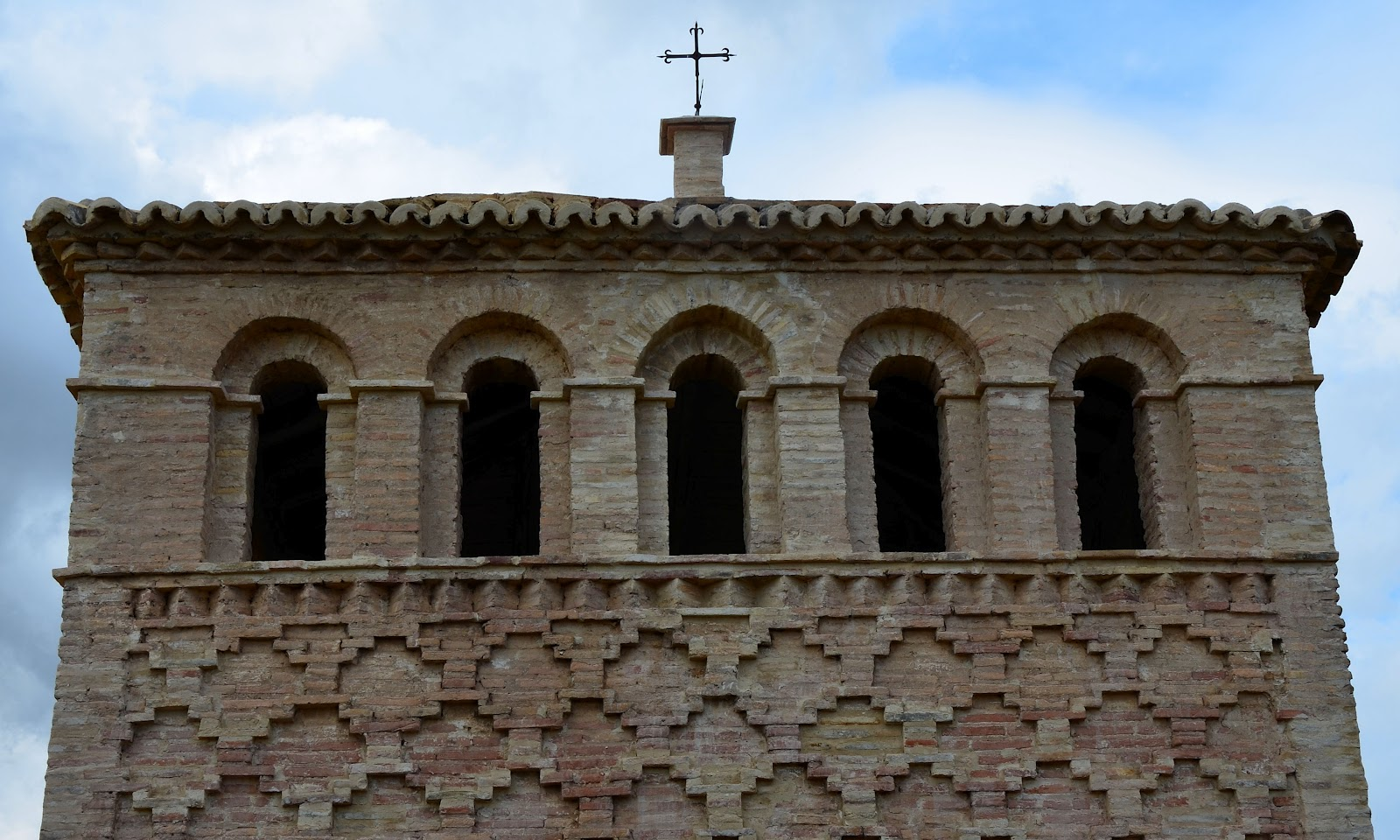
Cuerpo superior

Su planta es cuadrada, de 5,40 m de lado, y consta de tres pisos en altura, diferenciados también exteriormente por el tratamiento de los paramentos murales. El primer piso está realizado en parte en piedra sillar y en él se abre el vano adintelado de ingreso, el segundo está decorado con un amplio paño de ladrillo resaltado formando motivos romboidales enmarcados por bandas de esquinillas y el tercero está recorrido por una galería de arcos de medio punto doblados de tradición aragonesa, cegados en el siglo XIX. 
La planta baja está formada por una sola estancia, suya solería es de tierra apisonada. 
La primera planta, destinada a vivienda, se conserva dividida en tres estancias. A al derecha de la caja de escaleras, la cocina, con ventana en el muro Este. La cocina se comunica con otra estancia que cumpliría las funciones de dormitorio. A la izquierda de las escaleras la tercera sala, probablemente dormitorio también, con una pequeña ventana en el muro Sur (desaparecida tras la restauración del año 2012). 
La segunda planta tiene muy poca altura, debido a que en la reforma de 1771 se rebajaron los techos de la casa. Toda ella conforma una sola estancia, al igual que ocurría en la planta baja. Estaría destinada a guardar los útiles necesarios para el estanquero.

## Restauración

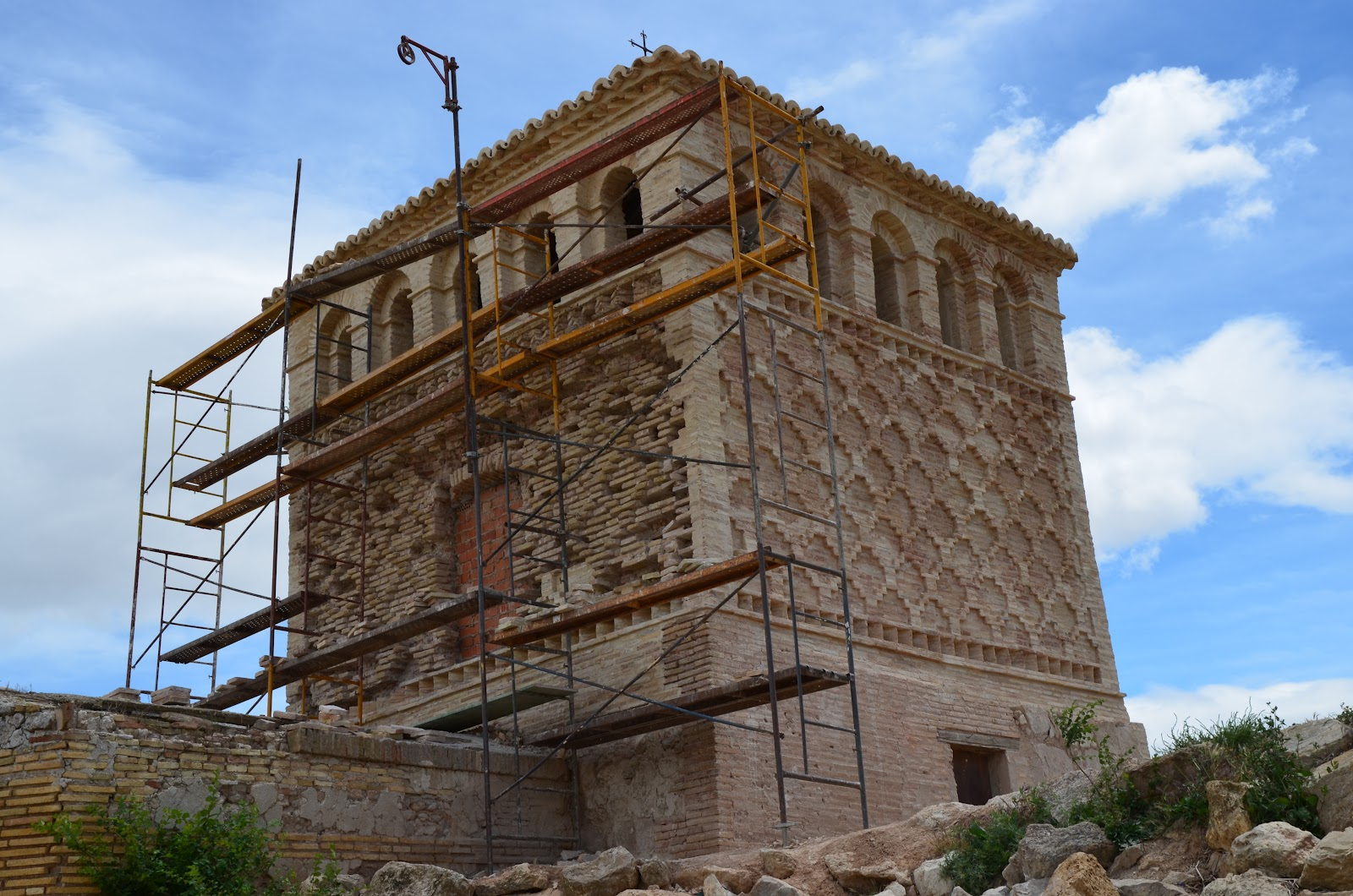
Obras de restauración

Durante el año 2012, el Ayuntamiento de Borja siguiendo las indicaciones de la Comisión Provincial de Patrimonio, realiza la restauración completa de la casa de la Estanca. 
Dichos trabajos se basan en la consolidación de los cimientos, y la siguiente restauración de las muy deterioradas fachadas de la Casa, en especial, la fachada que da a la Estanca, que había sido enfoscada con yeso. 